# Oriol Rey Erenas
Oriol Rey Erenas (Barcelona, 25 de febrero de 1998) es un futbolista español que juega de centrocampista en el Levante U. D. de la Primera División de España.

## Trayectoria
Nacido en Barcelona, comenzó su formación en las filas del F. C. Barcelona donde ingresó en 2008, con apenas 10 años. Tras llegar a categoría juvenil, el 27 de julio de 2017, acordó un contrato de dos años con el Leeds United F. C. inglés.
Después de haber sido cedido a la U. B. Conquense en la temporada 2017-18, el 18 de julio de 2019 fue traspasado al Real Valladolid C. F., siendo asignado al Real Valladolid Promesas de Segunda División B. 
El 16 de enero de 2021 hizo su debut con el primer equipo, sustituyendo a Toni Villa en un encuentro de Copa del Rey frente al SCR Peña Deportiva, que acabaría por un gol a cuatro. Ese mismo mes, el 29 de enero, debutó en Primera División, jugando 14 minutos en un encuentro que acabó con derrota por 1-3 contra la S. D. Huesca.
El 28 de julio de 2021 se comprometió con el C. D. Mirandés por dos temporadas para competir en la Segunda División. En ese periodo de tiempo jugó 73 partidos y en junio de 2023 fichó por el Levante U. D. por dos años con opción a otros dos.

## Clubes
| Club                           | País       | Año       |
| ------------------------------ | ---------- | --------- |
| Leeds United F. C. sub-23      | Inglaterra | 2017-2019 |
| U. B. Conquense (cedido)       | España     | 2018-2019 |
| Real Valladolid C. F. Promesas | España     | 2019-2021 |
| Real Valladolid C. F.          | España     | 2021      |
| C. D. Mirandés                 | España     | 2021-2023 |
| Levante U. D.                  | España     | 2023-act. |